# Mateo de Boulogne
Mateo de Boulogne (c.1137-1173), también conocido como Mateo de Alsacia, fue el segundo hijo de Teodorico de Alsacia, conde de Flandes, y de su segunda esposa Sibila de Anjou. 
Por matrimonio con la condesa de Boulogne, María de Blois, llegó a ser conde de Boulogne en 1160. La pareja se divorció en 1170, pero él continuó con el título de conde hasta su muerte en 1173. Tuvieron dos hijas: Ida, condesa de Boulogne, y Matilde, que sería esposa del duque Enrique I de Brabante.
En 1171 se casó por segunda vez con Eleonor de Vermandois, hija de Raúl I, conde de Vermandois, con la que tuvo una hija de corta vida.
Fue partidario de Enrique el Joven, por lo que recibió posesiones en Inglaterra. Murió luchando en el sitio de Trenton en la revuelta de 1173-74 de los hijos de Enrique, bajo el mando de Felipe de Alsacia, herido por un disparo de ballesta, de la que no se recobró.